# Saqqa
Ne doit pas être confondu avec Seka (Éthiopie).
Pour les articles ayant des titres homophones, voir Sakka et Saka.
Saqqa est une ville d’Éthiopie, située dans la zone Jimma de la région Oromia. Elle se trouve à 8° 12′ N, 36° 56′ E, une centaine de kilomètres au nord de Jimma[réf. souhaitée].
Saqqa était au milieu du XIXe siècle la capitale de l'un des royaumes de la région de Gibe, le royaume de Limmu-Ennarea, et une place de marché où s'échangeaient notamment le café, l'or et l'ivoire[réf. souhaitée].
Arnauld et Antoine d'Abbadie y séjournent vers 1845-1846. Les deux frères sont reçus par le roi Abba Bagido qui les autorise à explorer les sources de la rivière Ghibie[réf. souhaitée].